# Bartosz Gawryszewski
Bartosz Gawryszewski (ur. 22 sierpnia 1985 w Warszawie) – polski siatkarz, grający na pozycji środkowego. 
Pod koniec maja 2022 roku poinformował, że kończy siatkarską karierę.

## Kariera w piłce siatkowej
Ukończył Szkołę Mistrzostwa Sportowego w Spale, gdzie zaczął przygodę z siatkówką.

### Kariera klubowa
Karierę zawodniczą rozpoczynał w Metro Warszawa. Potem przeszedł do klubu Mos Wola Warszawa. Występując w tym klubie, był powoływany do młodzieżowej reprezentacji kraju. W 2001 roku z warszawianami wygrał Mistrzostwa Polski kadetów na Ogólnopolskiej Olimpiady Młodzieży w Nysie. W barwach stołecznego zespołu wywalczył również dwukrotnie złoty medal na mistrzostwach krajowych w kategorii juniorów (2003 w Gubinie i 2004 w Szczecinie). Występy Gawryszewskiego w drużynie MOS Wola z Warszawy zainteresowały działaczy AZS-u Częstochowa, klubu Polskiej Ligi Siatkówki. W 2004 roku z tą drużyną podpisał kontrakt. W pierwszym sezonie gry z częstochowianami wywalczył brązowy medal, pokonując w decydującym starciu Jastrzębski Węgiel. W rozgrywkach ligowych 2005/2006 w meczach o 3. miejsce Pamapol okazał się słabszy od PZU AZS Olsztyn. W następnym roku ponownie częstochowski zespół przegrał rywalizację o brąz. Wówczas drużyna z Częstochowy znów nie zdołała pokonać w decydujących spotkaniach olsztynian. Ponieważ w tym sezonie Gawryszewski pełnił zazwyczaj funkcję rezerwowego, znalazł sobie nowy klub. Przed sezonem 2007/2008 został graczem Jadaru Radom. Po roku gry w drużynie z Radomia, przeniósł się do Asseco Resovii. Z Resovią zdobył Wicemistrzostwo Polski oraz brązowy medal Mistrzostw Polski. Po dwóch latach przeniósł się z Resovii do Jastrzębskiego Węgla z którym zdobył klubowe Wicemistrzostwo Świata oraz awansował do Final Four Ligi Mistrzów. Obecnie zawodnik Lotosu Trefla Gdańsk z którym wywalczył Puchar Polski, Superpuchar Polski oraz Wicemistrzostwo Polski.

### Kariera reprezentacyjna
Przygodę w barwach "biało-czerwonych" rozpoczynał w zespole kategorii kadetów. W 2003 roku w tejże drużynie wywalczył wicemistrzostwo Europy. Był również zawodnikiem kadry B narodowej. Uczestniczył m.in. w uniwersjadzie w 2007 roku.

## Sukcesy klubowe

### młodzieżowe
Ogólnopolska Olimpiada Młodzieży:
- 2001

Mistrzostwa Polski Juniorów:
- 2003, 2004

### seniorskie
PlusLiga:
- 2015
- 2005, 2010

Klubowe Mistrzostwa Świata:
- 2011

Puchar Polski:
- 2015

Superpuchar Polski:
- 2015

I liga:
- 2022[4]

## Sukcesy reprezentacyjne
Mistrzostwa Europy Kadetów:
- 2003

Olimpijski Festiwal Młodzieży Europy:
- 2009